# VSO–10 Gradient

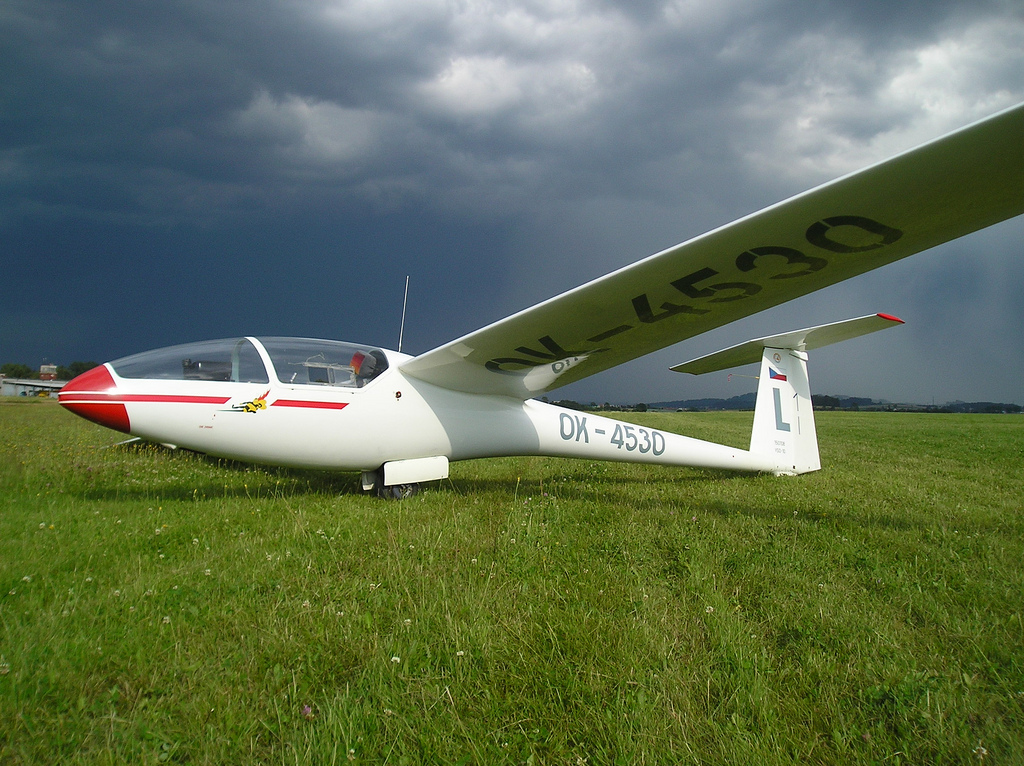
VSO–10B

A VSO–10 Gradient (VSO – Vyvojova Skupina Orličan, magyarul: Orličan Fejlesztőcsoport) csehszlovák standard és klub osztályú vitorlázó repülőgép, amelyet a choceňi Orličan repülőgépgyár gyártott 1978–1990 között. A  gép Vosa (magyarul darázs) néven is ismert.

## Története
Tervezése 1972-ben kezdődött az Orličan repülőgépgyárban Jan Mašek irányításával. Ez volt a tervezőcsoport első repülőgépe, amellyel a VT–116 Orlik II-t tervezték leváltani. Három prototípus készült, közülük az elsőt a földi statikai tesztekhez használták fel. A gép prototípusa 1976. szeptember 16-án szállt fel először. 1979. május 15-én kapta meg a típusengedélyt.
A sorozatgyártása 1978-ban kezdődött. 1979-ben készült egy 12 darabos sorozat VSO–10C Gradient Club jelzéssel, amely áramvonalas burkolattal ellátott fix futóművel rendelkezett. Ez a gép megfelelt a klub kategória előírásainak. A sorozatgyártása 1990-ig folyt, amikor a gyár a saját típusok helyett átállt a német Schempp-Hirth vitorlázógépek gyártására. Összesen 225 darabot gyártottak a típusból.
1979-ben M. Brunovsky és J. Varva 1. és 2. helyet szerzett a klub kategóriában a svédországi Örebróban rendezett vitorlázórepülő Európa-bajnokságon.
A repülőkluboknál népszerű vitorlázó repülőgép, amely ideális átmeneti típus az iskolagépekről a teljesítménygépekre történő áttéréshez. Hátrányos tulajdonsága a vegyes építés és az ebből eredő megnövekedett karbantartási igény.

## Jellemzői
Egyszemélyes, vállszárnyas, hagyományos elrendezésű, vegyes építésű repülőgép. A törzs elülső része üvegszál-erősítésű epoxigyantából készült laminált héjszerkezet, a törzsközéprész acél rácsszerkezet műanyag burkolattal, míg a törzs hátsó része dúralumíniumból készült.
A fából készült szárny önhordó, trapéz alaprajzú, egyfőtartós kialakítású. A szárnyat réteges lemezzel borították. A csűrők és az ívelőlapok ugyancsak faépítésűek,  a szárnyba épített DFS rendszerű féklapok fémből készültek. A szárnyprofil a szárnytőben Wortmann FX 61-163, a szárny külső részén Wortmann FX 60-126.
A T alakú vezérsík dúralumíniumból készült, a szintén fém kormányfelületeket vászonnal borították. A fűfutó behúzható, de a kis mennyiségben gyártott C változata merev futóművel rendelkezik. Az egyszemélyes pilótakabin kétrészes plexi borítással rendelkezik, a kabintető oldalra nyitható és vésznyitóval is ellátták.

## Típusváltozatok
- VSO–10B Gradient – behúzható futóművel készült változat
- VSO–10C Gradient Club – fix futóműves változat

## Műszaki adatok

### Tömeg- és méretadatok
- Hossz: 7,00 m
- Fesztáv: 15,00 m
- Magasság: 1,38 m
- Szárnyfelület: 12,00 m²
- Szerkezeti tömeg: 250 kg
- Maximális felszálló tömeg: 380 kg

### Repülési és teljesítményadatok
- Legnagyobb sebesség: 250 km/h
- Legjobb siklószám: 36 (90 km/h sebességnél)
- Legkisebb merülési sebesség: 0,64 m/s (73 km/h-nál)
- Átesési sebesség: 68 km/h
- Megengedett túlterhelés: +5,3g/–3,5g